# Ruslan Stratonovič
Ruslan Leont'evič Stratonovič (in russo Русла́н Лео́нтьевич Страто́нович?; Mosca, 31 maggio 1930 – Mosca, 13 gennaio 1997) è stato un fisico, ingegnere e matematico russo, ed uno dei fondatori della teoria delle equazioni differenziali stocastiche.

## Biografia
Ruslan Stratonovič studiò dal 1947 all'Università statale di Mosca, ove si specializzò in fisica delle radiazioni (termine in uso nella Russia sovietica per indicare soprattutto lo studio delle radiazioni elettromagnetiche, incluso il rumore). Nel 1953 si laureò e venne in contatto con il matematico Andrey Kolmogorov; nel 1956 ricevette il dottorato e nel 1969 divenne professore di fisica all'Università di Mosca. Tenne questo incarico fino alla pensione.

## Ricerca
Stratonovič ideò un metodo di calcolo stocastico, alternativo a quello di Itō, e particolarmente orientato alle applicazioni di meccanica statistica, nell'ambito del quale definì il cosiddetto integrale di Stratonovich. Introdusse inoltre un metodo di calcolo per le funzioni di distribuzione in meccanica quantistica, poi applicato dal fisico John Hubbard, noto come trasformata di Hubbard-Stratonovich.
Sviluppando la teoria dei processi di Markov condizionali risolse anche il problema generale del filtro ottimo (con una soluzione valida anche in casi non lineari e non stazionari), che pubblicò dal 1959 al 1960, di grande interesse nelle telecomunicazioni e nella teoria del controllo automatico. Il filtro (lineare) di Kalman-Bucy (1960 - 1961) è un caso particolare del filtro di Stratonovich. La teoria di Stratonovich fu poi ulteriormente sviluppata dai matematici H. J. Kushner e M. Zachai.
In 1965 pubblicò un contributo alla teoria del "valore dell'informazione", applicabile a casi nei quali interessi sapere quanto qualcuno potrebbe pagare per una informazione necessaria a prendere una decisione in condizioni di incertezza.

## Premi e riconoscimenti
- Premio Lomonosov della Università di Mosca, 1984
- Premio di Stato dell'Unione Sovietica, 1988
- Premio di Stato della Federazione Russa, 1996

## Opere
Opere in traduzione inglese:
- con P. I. Kuznetsov: The propagation of electromagnetic waves in multiconductor transmission lines, Pergamon Press 1964
- Topics in the theory of random noise, Volume 1: prima edizione 1963, poi ripubblicato nel 2014, Martino Fine Books, ISBN 978-1614276708; Volume 2: 1967, CRC Press, ISBN 978-0677007908
- con P. I. Kuznetsov, V. I. Tikhonov (a cura di): Nonlinear transformation of stochastic processes, Pergamon Press 1965, ISBN 978-0080104201
- Conditional Markov processes and their application to the theory of optimal control, seconda edizione Elsevier 1968, ISBN 978-0444000279
- Nonlinear Nonequilibrium Thermodynamics, Springer Series in Synergetics; Volume 1: Linear and Nonlinear Fluctuation -Dissipation Theorems, 1992, ISBN 978-3540552161; Volume 2: Advanced Theory, 1994, ISBN 978-3662030721